# Trigonometrische Gleichung
Eine trigonometrische Gleichung (auch goniometrische Gleichung) ist eine Gleichung, in der die zu bestimmende Variable im Argument von trigonometrischen Funktionen (Winkelfunktionen) vorkommt. Bei der Lösung dieser Gleichungen sind die Beziehung zwischen den Winkelfunktionen hilfreich, insbesondere die Additionstheoreme.

## Anzahl der Lösungen
Wegen der Periodizität der Winkelfunktionen haben trigonometrische Gleichungen im Allgemeinen unendlich viele Lösungen. Durch Beschränkung der Grundmenge auf ein „Basisintervall“ (zum Beispiel [0,2·π] oder [0,π]) reduziert man die Zahl der Lösungen auf eine endliche Anzahl oder man beschreibt die Lösungen durch einen Periodizitätssummanden (wie k·2·π oder k·π).

## Beispiel
Die trigonometrische Gleichung
{\displaystyle \sin \;x=\cos \;x}
kann man unter Verwendung der Beziehung {\displaystyle \cos x={\sqrt {1-\sin ^{2}\;x}}} umformen zu
{\displaystyle \sin \;x={\sqrt {1-\sin ^{2}\;x}}.}
Durch Quadrieren erhält man
{\displaystyle \sin ^{2}\;x=1-\sin ^{2}\;x}
und daraus
{\displaystyle 2\cdot \sin ^{2}\;x=1,}
also
{\displaystyle \sin \;x=\pm \;{\sqrt {\frac {1}{2}}}}
mit den Lösungen
{\displaystyle x=45^{\circ }\pm k\cdot 90^{\circ }\quad (k=0,1,2,...)}
beziehungsweise im Bogenmaß
{\displaystyle x={\frac {\pi }{4}}\pm k\cdot {\frac {\pi }{2}}\qquad (k=0,1,2,...).}
Da das Quadrieren keine Äquivalenzumformung ist, muss man diese Lösungen an der Ausgangsgleichung verifizieren. Dadurch erhält man als gültige Lösungen der Ausgangsgleichung
{\displaystyle x={\frac {\pi }{4}}\pm 2k\cdot {\frac {\pi }{2}}\qquad (k=0,1,2,...).}